# 日吉神社 (高島市新旭町針江)
日吉神社（ひよしじんじゃ）は、滋賀県高島市新旭町針江に鎮座する神社である。旧社格は村社。

## 祭神
- 玉拠姫命（玉依姫命）

## 神紋
三ッ追い菊の葉に菊・左三ッ巴

## 歴史
永仁2年（1294年）、石津重元が創建した重元山石津寺の鎮守社として石津権現を祀ったことに始まる。応永29年（1422年）の『木津荘検注帳』には「石津寺」の記載がある。その後石津寺は荒廃し、波爾布神社の支配を受け、日吉山王の神十禅師と結びつき「石津十禅師」と称した。なお石津寺は、現在も境内の一角に残っている。
明治維新の神仏分離で、明治4年（1871年）に現在の社号に改め、村社に列した。滋賀県神社庁のサイトでは、山王七社のひとつ樹下宮（元十禅師社）の分霊を祀ると説明されている。

## 神職
往古より本社に社家はなく、宮総代を中心とした運営であり、神職は筆頭総代が就任し、一生涯奉仕することになっていた。

## 祭事
- 元朝祭 - 1月1日
- 祈年祭 - 3月1日
- 勧学祭 - 4月初旬
- 例祭 - 5月3日（元は、5月11日に行われていた。）
- 夏越大祓 - 6月30日
- 新嘗祭 - 11月23日
- 年越大祓 - 12月30日

## 境内社
- 神武天皇社 - 明治7年（1874年）の勧請。祭神は神武天皇。
- 白山姫神社 - 安永3年（1774年）の勧請。祭神は伊弉冊尊。
- 愛宕神社 - 文化5年（1808年）の勧請。祭神は火産霊神。

## 文化財
- 宝刀 - 「石津十禅師宮天正元年癸酉（1573年）二月大吉日御宝前十劔内重康」の銘がある。
- 宝塔 - 市指定文化財。徳治2年（1307年）の銘がある十尺塔である。
- 板碑 - 市指定文化財。延慶2年（1309年）の作と伝わる石造供養塔婆である。高さ195センチのものが2つあり、2つは元は上下になっていたものである。

## 交通
- 高島市コミュニティバス（はーとバス） 「針江公民館前」停留所下車すぐ

## 周辺
- 大國主神社
- 田井帝釈天堂
- 森神社
- 川島酒造
- 正傳寺
- 上原豆腐店
- 日吉二宮神社
- 鬼子母善神堂